# Monte Driskill
El Monte Driskill (en inglés: Driskill Mountain) es la cumbre natural más alta en Luisiana, con una elevación de 535 pies (163 m) sobre el nivel del mar. Se encuentra a unos 5,3 millas (8,5 kilómetros) al sureste de Bryceland, al norte del Estado. Se encuentra ubicado en la esquina noreste de la Sec. 32, T. 17 N., R. 5 W. dentro de la parroquia de Bienville. Driskill Mountain es una forma de relieve creada por la erosión de los sedimentos del Paleógeno.
James Christopher Driskill, la persona por la que la montaña Driskill fue llamada así, nació en el condado de Henry, Georgia, el 27 de junio de 1817. 
Durante la guerra civil estadounidense, Driskill sirvió en la Guardia Nacional. Su hijo mayor, William B. Driskill, murió en combate en la Batalla del desierto en Virginia el 5 de mayo de 1864. Otro de sus hijos, James B. Driskill, desapareció después de que había dejado Luisiana para luchar en la Guerra Civil . A excepción de un hijo y una hija, la familia de Driskill permaneció en la parroquia Bienville, y sus descendientes aún viven en la zona. 